# الإعاقة في كينيا
الإعاقة في كينيا تنتج عن تفاعل الأفراد ذوي الحالات الصحية مع عوامل شخصية وبيئية، بما في ذلك المواقف السلبية، وصعوبة الوصول إلى وسائل النقل والمباني العامة، ومحدودية الدعم الاجتماعي. لبيئة الشخص تأثير كبير على تجربة الإعاقة ومدى تأثيرها". إن الإعاقة قد تحد من قدرة المواطن على الوصول إلى الموارد الأساسية وحقوق الإنسان الأساسية والمشاركة الاجتماعية والسياسية والاقتصادية في المجتمع الكيني. هناك ثلاثة أشكال من القيود المفروضة على الوصول مرتبطة بالإعاقة: الضعف، والإعاقة، والإعاقة. الإعاقة هي "فقدان أو خلل في البنية أو الوظيفة النفسية أو الفسيولوجية أو التشريحية". تنشأ الإعاقة من ضعف "تقييد أو نقص القدرة على أداء نشاط بالطريقة التي تعتبر طبيعية للإنسان"، ومتطلبات الإقامة. وأخيرًا، فإن الإعاقة "تنتج عن عجز، وتحد أو تمنع تحقيق دور طبيعي (اعتمادًا على العمر والجنس والعوامل الاجتماعية والثقافية) لهذا الفرد.

## إحصائيات
يشير تقرير منظمة الصحة العالمية حول الإعاقة لعام 2011 إلى أن الأشخاص في البلدان الأفريقية ذات الدخل المنخفض والمتوسط مثل كينيا هم أكثر عرضة للإبلاغ عن وجود إعاقات مقارنة بأي دولة أخرى ذات دخل مرتفع أو متوسط أو منخفض في العالم. وفقًا لتقرير حالة سكان كينيا لعام 2020، يعيش 918,270 شخصًا تبلغ أعمارهم 5 سنوات فأكثر مع إعاقة. ويمثل هذا 1.95% من سكان كينيا.
ومع ذلك، فإن القضية الرئيسية في كينيا تتمثل في الافتقار إلى جمع البيانات الإحصائية.  هناك نقص في الأبحاث حول عدد المواطنين المتأثرين بهذه الأمور ونقص في الأبحاث حول أنواع الإعاقات المختلفة في السكان الكينيين. اليوم، هناك نقص في التأهيل ونقص في التمثيل في سياسة الإعاقات الخفيفة. وهذا يجعل من الصعب على الحكومة الكينية تنفيذ سياسات فعالة ومستهدفة لمواطنيها المختلفين من ذوي الإعاقة. على سبيل المثال، في حين أن 77.9% من الكينيين ذوي الإعاقات الجسدية يحتاجون إلى مساعدة طبية، فإن 58.2% فقط حصلوا عليها على الإطلاق.
وعلاوة على ذلك، وبما أن كينيا اقتصاد ذو دخل متوسط منخفض، فإن الحكومة الكينية لديها ميزانية أقل لتخصيصها للأشخاص ذوي الإعاقة.

## الأسباب

### فقر
هناك ارتباط متبادل كبير وسببية بين الإعاقة والفقر في كينيا. إن البالغين الذين تتراوح أعمارهم بين 18 إلى 34 عامًا من ذوي الإعاقة لديهم احتمال أعلى بنسبة 15 نقطة مئوية للفقر متعدد الأبعاد مقارنة بالبالغين غير المعاقين.
وبما أن 40% من الكينيين يعانون من الفقر المتعدد الأبعاد، وأن 20% منهم يعيشون في فقر مدقع اليوم، فإن الكينيين أكثر عرضة للإصابة بالإعاقة. يمكن أن تحدث الإعاقات العقلية والجسدية أو تتفاقم بسبب عوامل الفقر. وتشمل هذه المشاكل ضعف القدرة على الوصول إلى مرافق الرعاية الصحية، وسوء التغذية، واستهلاك المياه الملوثة. يمكن أن تؤدي ظروف العمل غير الآمنة وحوادث العمل أيضًا إلى إعاقات مؤقتة أو دائمة.

### الأسباب الرئيسية
تشمل بعض الأسباب الرئيسية للإعاقة في كينيا التلوث بفيروس نقص المناعة البشرية/الإيدز. وبما أن كينيا بلد يتراوح دخله بين المتوسط والمنخفض، فإن فرص حصول الناس على العلاج المناسب لمنع انتقال المرض ومنع تطوره أقل. يمكن أن يؤدي مرض فيروس نقص المناعة البشرية/الإيدز إلى إعاقات جسدية وحسية وإدراكية.
وهناك سبب رئيسي آخر للإعاقة وهو الظروف التي تنشأ أثناء فترة ما حول الولادة. يمكن أن ينتقل فيروس نقص المناعة البشرية/الإيدز من الأم إلى طفلها أثناء الحمل، مما يسبب عيوب خلقية. وقد يشمل ذلك أيضًا استنشاق الأم الحامل للهواء الملوث القادم من المراكز الصناعية أو الزراعية. ويمكن أن يؤثر هذا على نمو الطفل في المستقبل ويزيد من مخاطر الولادة المبكرة.
وتشمل الأسباب الأخرى الأقل شيوعًا الملاريا والتهابات الجهاز التنفسي السفلي. يمكن أن يؤدي كلاهما إلى أمراض طويلة الأمد.

## الحماية المؤسسية

### السياسات الوطنية
إن الهيئة المعنية بالإعاقة في الحكومة الكينية هي المجلس الوطني للأشخاص ذوي الإعاقة (NCPWD). وهي تدير الصندوق الوطني للتنمية للأشخاص ذوي الإعاقة. وهذا هو المصدر الوطني الرئيسي للميزانية المخصصة لمساعدة وتمكين الأشخاص ذوي الإعاقة.
تذهب الميزانية إلى الفئات التالية:

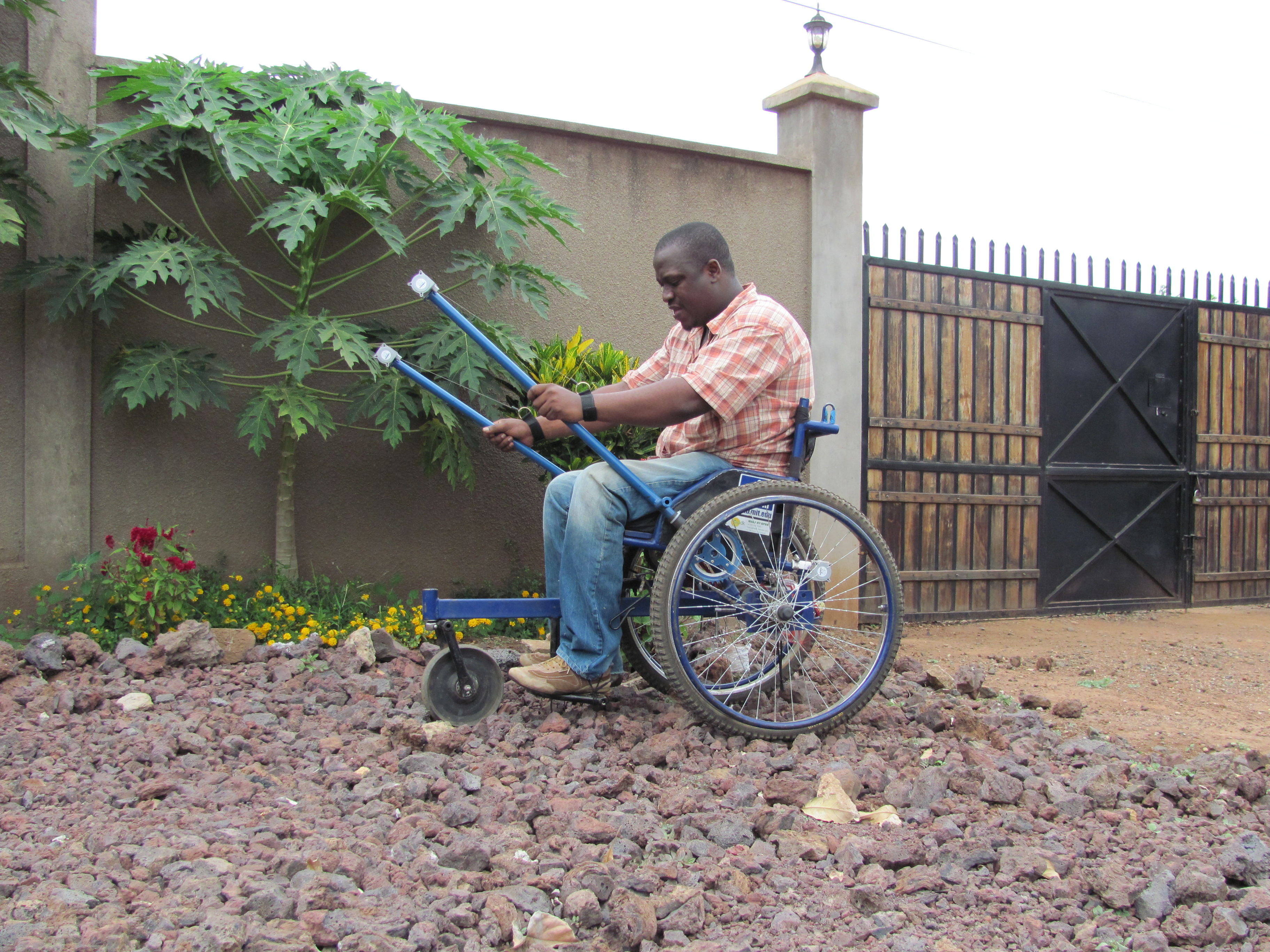
كرسي متحرك رافعة في كينيا

1. الأجهزة والخدمات المساعدة، مثل الكراسي المتحركة والعكازات
2. المساعدات التعليمية، مثل المنح الدراسية
3. التمكين الاقتصادي والصندوق الدوار، والذي يتألف من استثمار المساعدة في المشاريع التجارية التي أنشأها الأشخاص ذوو الإعاقة فقط
4. البنية التحتية والمعدات، مثل المساعدة الشخصية أو العلاج
5. التحويلات النقدية للأسر التي تضم أشخاصًا ذوي إعاقات شديدة ويعيشون في فقر مدقع

الفئة الأخيرة جديرة بالملاحظة، لأنه لكي تتقدم الأسر بطلب للحصول على هذا النوع من المساعدة الحكومية، يجب أن تكون في فقر مدقع ويجب أن يكون لدى الأشخاص ذوي الإعاقة في الأسرة حالة شديدة من الإعاقة. وبالإضافة إلى ذلك، لا يمكن دمج برنامج التحويل النقدي هذا مع برامج التحويل النقدي الأخرى.
يتم تخصيص التمويل المقسم إلى هذه الفئات الخمس بشكل مباشر للأشخاص ذوي الإعاقة والمؤسسات العامة والخاصة والمشاريع الرائدة والمناصرة. ويتوجه الصندوق نحو إيجاد حلول قصيرة الأجل للإعاقات بدلاً من الحلول طويلة الأجل مثل إعادة توزيع الثروة وبرامج التحويل النقدي الموسعة للأسر التي تعيش في فقر متعدد الأبعاد.
تشمل السياسات الرامية إلى تفكيك التفاوت الهيكلي للأشخاص ذوي الإعاقة قانون الأشخاص ذوي الإعاقة لعام 2003، الذي يهدف إلى "توفير حقوق الأشخاص ذوي الإعاقة وإعادة تأهيلهم؛ وتحقيق تكافؤ الفرص لهم؛ وإنشاء المجلس الوطني للأشخاص ذوي الإعاقة". وقد دخل هذا القانون حيّز التنفيذ عام 2010.
وتشمل السياسات الوطنية الأخرى رؤية كينيا 2030. الهدف الشامل لهذه الخطة هو تحويل كينيا إلى دولة ذات دخل متوسط. ويركز الركيزة الاجتماعية لهذه الخطة على تطوير الموارد التعليمية والصحية والإسكانية والثقافية والبيئية والتوظيفية بشكل أفضل، كما يوفر أحكاماً خاصة للأشخاص ذوي الإعاقة. على سبيل المثال، في إطار البنية الأساسية للتعليم الأساسي، تم اتخاذ الترتيبات اللازمة لبناء 60 فصلاً دراسياً جديداً في المدارس المخصصة لذوي الاحتياجات الخاصة.
ومع ذلك، فإن هذه السياسات الرامية إلى منح الأشخاص ذوي الإعاقة والأشخاص غير المعاقين حقوقاً متساوية تفتقر إلى آليات التنفيذ المناسبة. بالإضافة إلى الافتقار إلى التمويل، تفتقر الحكومة الكينية أيضًا إلى المعلومات حول الحالات التي تؤهل لاعتبارها إعاقة، وخاصة الحالات التي تؤهل لاعتبارها إعاقة شديدة.

### السياسات فوق الوطنية
وعلى المستوى فوق الوطني، كانت كينيا من بين الدول الأولى التي وقعت وصادقت على اتفاقية الأمم المتحدة لحقوق الأشخاص ذوي الإعاقة. تم التوقيع عليها في 30 مارس 2007 وتم التصديق عليها في 19 مايو 2008. وهذا هو الجزء الأكثر أهمية من القانون الدولي للأشخاص ذوي الإعاقة. ووفقاً للمادة 3 فإن المبادئ العامة للاتفاقية هي التالية:
1. احترام الكرامة المتأصلة، والاستقلال الفردي بما في ذلك حرية اتخاذ خياراته الخاصة، واستقلال الأشخاص؛
2. عدم التمييز؛
3. المشاركة الكاملة والفعالة والاندماج في المجتمع؛
4. احترام الاختلاف وقبول الأشخاص ذوي الإعاقة كجزء من التنوع البشري والإنسانية؛
5. تكافؤ الفرص؛
6. إمكانية الوصول؛
7. المساواة بين الرجل والمرأة؛
8. احترام القدرات المتطورة للأطفال ذوي الإعاقة واحترام حق الأطفال ذوي الإعاقة في الحفاظ على هويتهم.

في عام 2018، عقدت حكومة كينيا ووزارة التنمية الدولية البريطانية والتحالف الدولي للإعاقة القمة العالمية الأولى للإعاقة في لندن. وتم تمثيل مختلف الجهات الفاعلة والمنظمات العامة والخاصة. وكانت أغلبية أصحاب المصلحة والجهات الفاعلة المشاركة من الأشخاص ذوي الإعاقات الفكرية والجسدية.
كانت الأهداف الأربعة الرئيسية لهذه القمة، والتي كانت متوافقة مع اتفاقية الأمم المتحدة بشأن الأشخاص ذوي الإعاقة، هي التالية:
1. لفت الانتباه العالمي والتركيز على منطقة مهملة؛
2. إدخال أصوات وأساليب جديدة لتوسيع المشاركة؛
3. حشد التزامات عالمية ووطنية جديدة بشأن الإعاقة؛
4. "عرض أفضل الممارسات والأدلة من جميع أنحاء العالم"[10]

وبصورة أكثر دقة، كانت الأولويات الأربع التي حددها أصحاب المصلحة هي:
1. معالجة الوصمة والتمييز؛
2. الإدماج في التعليم؛
3. طرق التمكين الاقتصادي؛
4. تسخير التكنولوجيا والابتكار. "[11]

## الوصول إلى الموارد

### تعليم
وقعت كينيا على أهداف اليونسكو بشأن التعليم للجميع في عام 2000، بهدف تحسين فرص الحصول على التعليم للأشخاص ذوي الإعاقة، من بين الفئات الاجتماعية المهمشة الأخرى. ومنذ ذلك الحين، ارتفع معدل الالتحاق الإجمالي للأطفال ذوي الإعاقة إلى 10% بحلول عام 2010. ومع ذلك، لا يزال هناك غياب لإنفاذ القانون والإنفاق في الميزانية لتنفيذ البرامج والخدمات التعليمية للأشخاص ذوي الإعاقة، مما أدى إلى عدم كفاءة الاستهداف في السياسة التعليمية.

#### التعليم الخاص
وتتولى وزارة التربية والتعليم مسؤولية تنفيذ السياسات التعليمية، مثل التدابير التكيفية للطلاب ذوي الإعاقات الجسدية والعقلية. في الماضي، كانت الكنائس المسيحية هي التي تقوم بشكل رئيسي بتنفيذ برامج التعليم التكيفي وتوفير الأموال للطلاب ذوي الإعاقة. لكن وزارة التربية والتعليم نفذت العديد من السياسات لتوفير الموارد التعليمية الخاصة للطلاب ذوي صعوبات التعلم. في عام 1986، أنشأت وزارة التعليم معهد كينيا للتعليم الخاص كوكالة حكومية شبه مستقلة. في عام 2009، تم وضع إطار سياسة الاحتياجات الخاصة بهدف جعل التعليم الخاص والتقييم والخدمات التعليمية أكثر سهولة في الوصول إليها للأطفال والبالغين ذوي الإعاقة.

### توظيف
وتطالب المادة 27 من اتفاقية حقوق الأشخاص ذوي الإعاقة الدول الموقعة عليها مثل كينيا بتوفير فرص عمل مجانية ومتساوية للأشخاص ذوي الإعاقة والحد من الحواجز الاجتماعية والمادية التي تحول دون حصولهم على فرص عمل. لكن التفاوتات لا تزال قائمة، حيث أن 80% من البالغين العاطلين عن العمل في كينيا هم من ذوي الإعاقة. تشمل الأسباب التي تساهم في ذلك انخفاض التحصيل التعليمي والافتقار إلى المهارات ذات الصلة، والافتقار إلى التكيف مع مكان العمل وفي داخله، والمعتقدات السلبية التي يغرسها أصحاب العمل بشأن الأشخاص ذوي الإعاقة مما يؤدي إلى انخفاض التوقعات والشفقة من جانب صاحب العمل.

## التفاوتات
الإعاقة والفقر لهما آثار متبادلة. الأشخاص ذوو الإعاقة في كينيا هم أكثر عرضة للفقر، والأشخاص الذين يعيشون في فقر هم أكثر عرضة للإصابة بالإعاقة أو نقلها.

### فقر الأطفال والإعاقة
في كينيا، 52% من الأطفال تحت سن 18 سنة محرومون من 3 إلى 7 احتياجات أساسية، و42% يعيشون في أسر فقيرة. إن احتمالية معاناة الأطفال ذوي الإعاقة من الفقر متعدد الأبعاد أعلى بنحو 9 نقاط مئوية.
من المرجح أن تكون الأسر الفقيرة التي لديها طفل من ذوي الإعاقة في وضع أسوأ بسبب النفقات التي تترتب على الإعاقة. وتشمل النفقات اليومية الباهظة الحفاضات والأدوية ضد التشنجات للأطفال المصابين بالشلل الدماغي.
هناك علاقة وثيقة بين سوء التغذية لدى الأطفال الناجم عن الفقر والإعاقة. يؤدي سوء التغذية ونقص الفيتامينات لدى الأم والطفل إلى إعاقات جسدية وعقلية. اليوم، يعاني أكثر من ربع الأطفال دون سن الخامسة من سوء التغذية المزمن، مما يعرض العديد من الأطفال الكينيين لخطر الإصابة بالإعاقات.

### الفوارق التعليمية
توجد في كينيا فجوات تعليمية كبيرة بين الأطفال ذوي الإعاقة والأطفال غير ذوي الإعاقة.
ووفقا لتقرير برنامج الأمم المتحدة الإنمائي في كينيا لعام 2009، فإن فرص الحصول على التعليم بالنسبة للأطفال ذوي الإعاقة محدودة للغاية، حيث لا يتمكن سوى 1.7% منهم من الالتحاق بالمدارس. وينطبق هذا بشكل خاص على أولئك الذين يعيشون في فقر، حيث أن العديد من المدارس الخاصة المصممة لتلبية احتياجاتهم مملوكة للقطاع الخاص وتفتقر إلى الدعم الحكومي. ونتيجة لذلك، يتحمل آباء الأطفال ذوي الإعاقة الذين يعيشون في فقر عبئا ماليا كبيرا، مما يجعل من الصعب عليهم إرسال أطفالهم إلى المدرسة.
ومن حيث إمكانية الوصول المادي، هناك جزء مكمل آخر للمشكلة وهو الافتقار إلى وسائل النقل المدعومة من الدولة مثل الحافلات المدرسية المتكيفة.
اليوم[متى؟]، 67% من البالغين في كينيا الذين يعانون من شكل من أشكال الإعاقة لديهم شكل من أشكال التعليم الابتدائي، مقارنة بـ 85% من الأشخاص غير المعاقين.

### التفاوتات بين المناطق الحضرية والريفية
يعيش حوالي 9 ملايين شخص في فقر مدقع في كينيا. ويعيش 7.8 مليون شخص في المناطق الريفية، في حين يعيش 1.2 مليون شخص في المناطق الحضرية. إن معدل انتشار الفقر العام أعلى في المناطق الريفية منه في المراكز الحضرية.
يؤدي هذا الانقسام بين المناطق الحضرية والريفية في كينيا إلى اختلاف في الوصول إلى التعليم والغذاء والرعاية الصحية والتوظيف.
ومع ذلك، فإن العيش في مركز حضري لا يعني بالضرورة زيادة القدرة على الوصول إلى هذه الموارد. على سبيل المثال، في المناطق الحضرية، لم يكن 30% من الأطفال ذوي الإعاقة في المدرسة مقارنة بـ 13% من الأطفال في المناطق الريفية. وعلى نحو مماثل، ووفقاً للمكتب الوطني للإحصاء في كينيا، فإن الأشخاص ذوي الإعاقة الذين يعيشون في المناطق الحضرية أقل احتمالاً بنسبة 7 نقاط مئوية للوصول إلى الخدمات الصحية التي يحتاجون إليها، مقارنة بنظرائهم في المناطق الريفية.
إن عدم المساواة بين المواطنين الكينيين ذوي الإعاقة وغير ذوي الإعاقة أكبر في الواقع في المناطق الأكثر تقدمًا في البلاد مقارنة بالمناطق الأقل تقدمًا.

## الإعاقات في المجتمع الكيني

### المعتقدات التقليدية حول الإعاقة
تشكل المعتقدات التقليدية بشأن الإعاقة والوصمة الناجمة عنها عاملاً مهماً في تحديد مواقف الكينيين تجاه الأشخاص ذوي الإعاقة، وما يمكن للأشخاص ذوي الإعاقة أن يفعلوه وأن يكونوا في المجتمع.
بعض المعتقدات هي وطنية على نطاق واسع، مثل الاعتقاد بأن الإعاقة معدية. ويعتقد أيضًا أن الإعاقات تحدث بسبب السحر الملعون على الأم.
من المعتقد على نطاق واسع في كينيا أن الإعاقات ناجمة عن أنشطة محرمة مثل الاغتصاب أو الزنا أو سفاح القربى. ومن المعتقد على نطاق واسع أن الإعاقة تنتقل عن طريق الأم أكثر من الأب.
تختلف المعتقدات عبر المقاطعات المختلفة في كينيا. على سبيل المثال، كان شعب توركانا يعتقد أن الطفل الذي يولد معاقًا هو هدية من الله. وعلى العكس من ذلك، كان شعب كاكاميغا يعتقد عمومًا أن الإعاقة هي لعنة تنتقل بين الأجيال.
ويعتقد الكينيون، بما في ذلك العاملون في مجال الرعاية الصحية، أن السحر هو أحد أسباب النوبات التي يعاني منها الأشخاص ذوو الاحتياجات الخاصة.
تساعد المعتقدات حول الإعاقات العقلية أو العصبية مثل الشلل الدماغي أفراد الأسرة على تحديد كيفية تمكن طفلهم أو قريبهم المصاب بالإعاقة من قيادة حياتهم. على سبيل المثال، تعتقد بعض الأسر أن الصرع يجعل من المستحيل على أبنائها الزواج في المستقبل. وحتى الأشكال البسيطة من الإعاقة تتعرض للوصم، ويُحرم الأطفال من الوصول إلى التعليم العام المنتظم. تعتقد الأنظمة المدرسية أن البيئة المدرسية والبرامج المدرسية غير ملائمة للأشخاص ذوي الإعاقة.
وفي بعض المجتمعات الكينية، تجعل الإعاقات الجسدية أيضًا من الصعب على الشخص أن يشعر بأنه جزء من المجتمع. نظرًا لأن الإعاقات تشكل عائقًا أمام التوظيف والعمل البدني، فإن العديد من المجتمعات لا تقبل الأشخاص ذوي الإعاقة بشكل كامل لأنهم غير قادرين على المساهمة في المجتمع.

### هيكل الأسرة
وأفاد المسح الوطني الكيني للأشخاص ذوي الإعاقة لعام 2009 أن 52.6% من آباء الأطفال ذوي الإعاقة كانوا عازبين، و48.6% متزوجين، و32% مطلقين أو منفصلين، و11.8% أرامل.
إن معدلات التخلي عن الأطفال، وخاصة الآباء، أعلى في كينيا بسبب التكلفة التي تترتب على تربية طفل من ذوي الإعاقة والوصمات المحيطة بها. الآباء في الأسر التي تعيش في فقر هم أكثر عرضة للتخلي عن أطفالهم وأسرهم عندما يكتشفون أن طفلهم يعاني من إعاقة مقارنة بحالتهم عندما لا يعاني الطفل من إعاقة. وفي دراسة أجريت على سكان قرية كيتينجيلا نوركوبير، وجد أن من بين 54 طفلاً من ذوي الاحتياجات الخاصة يعيشون في القرية، كان 98% منهم تحت الرعاية الكاملة لأمهاتهم.
كما أن الآباء يتخلىون عن أبنائهم ويتزوجون مرة أخرى بسبب وصمة العار التي تلحق بالأم.

### المخاطر الاجتماعية
يتعرض الكينيون ذوو الإعاقة لمخاطر مختلفة طوال حياتهم. وبسبب التقاطعات المختلفة مثل الفقر والإعاقة، أو العمر والإعاقة، أو الجنس والإعاقة، فإن بعض الأشخاص ذوي الإعاقة أكثر عرضة للخطر من غيرهم.
الأطفال ذوو الإعاقة في كينيا أكثر عرضة للعنف من الأطفال غير المعاقين. إن الإصابة بإعاقة ذهنية مثل متلازمة داون وعدم القدرة على التعبير عن الذات دون دعم، يزيد من احتمالية تعرض الطفل للانتهاك.
النساء ذوات الإعاقة أكثر عرضة للعنف والإساءة المنزلية مقارنة بنظرائهن غير المعوقات. إنهم أكثر عرضة للعنف من الشريك الحميم بمقدار 2 إلى 4 مرات.

## الدعم الاجتماعي
هناك العديد من الحركات والاتحادات الوطنية والإقليمية غير الحكومية للأشخاص ذوي الإعاقة في كينيا. تأسس اتحاد كينيا للمكفوفين في عام 1959. وقد أثرت أشكالها المبكرة من الاحتجاج والتعبئة على تنظيم لجنة مويندوا لرعاية وإعادة تأهيل المعاقين، وهي لجنة حكومية تأسست عام 1964.
هناك أيضًا مؤسسة الأشخاص ذوي الإعاقة المتحدة في كينيا لتعزيز تكافؤ الفرص وكذلك المشاركة الاقتصادية والسياسية. تعمل هذه المنظمة كمدافعة عن سياسات وطنية أكثر شمولاً، وتعمل الآن مع الحكومة لصياغة هذه السياسات. على سبيل المثال، دعا حزب الاتحاد الديمقراطي الكردستاني إلى تنفيذ قانون الأشخاص ذوي الإعاقة لعام 2003.
وتشمل الأشكال الأخرى للدعم الاجتماعي المنظمات المحلية. على سبيل المثال، مؤسسة مصير الطفل هي منظمة غير ربحية تأسست في عام 2013.
توفير العلاج الطبيعي للأطفال ذوي الاحتياجات الخاصة في منطقة كيبيرا العشوائية في نيروبي.

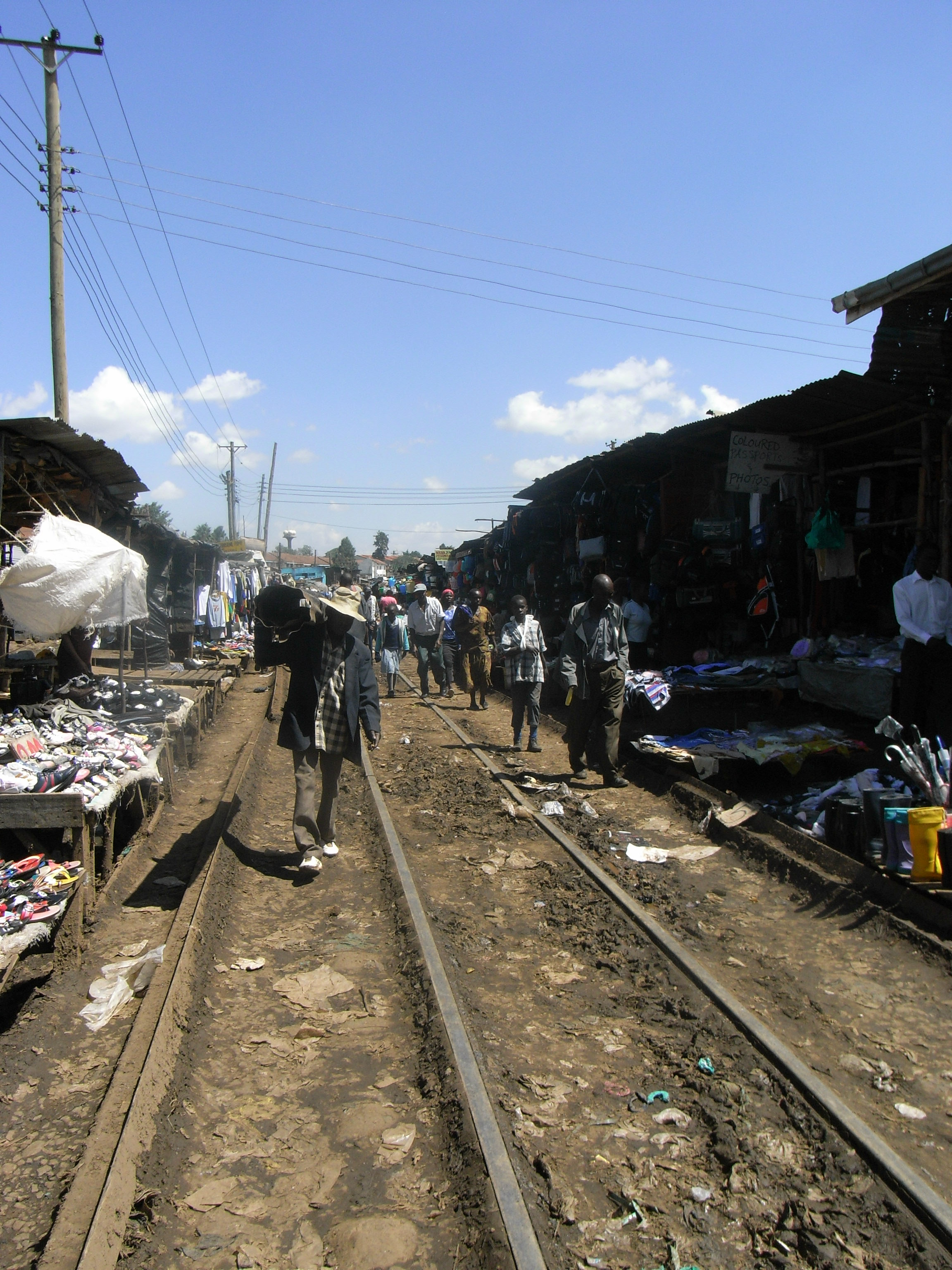
حي كيبيرا الفقير في نيروبي